# AdBlock
AdBlock je open-source software, jehož účelem je poskytnout uživatelům kontrolu nad obsahem jejich webového prohlížeče. Vznikl v roce 2009 a jeho vývojářem je Michael Gundlach. Dnes je AdBlock používán více než 65 miliony uživateli po celém světě na všech hlavních prohlížečích a ve 40 jazycích, čímž se řadí mezi nejpopulárnější rozšíření prohlížeče.

## Co je to AdBlock
AdBlock je bezplatný software, který umožňuje blokovat reklamy všude na webu. Je součástí programu „Přijatelné reklamy“, který se snaží zajistit, že reklamy budou splňovat určitá kritéria. Nenápadné reklamy automaticky blokovány nejsou, aby byla zajištěna podpora webových stránek.

## Princip fungování
Hlavním účelem AdBlocku je blokování otravných a rušivých reklam, proto je možné si v nastavení nastavit, jaké reklamy a od koho se nám mohou na webu nadále zobrazovat. Možnosti v nastavení jsou celkem obsáhlé, takže si je lze individuálně přizpůsobit. Blokuje vyskakovací okna, reklamy, bannery a další rušivý obsah. Zároveň chrání prohlížeč před malwarem a brání inzerentům v přístupu k historii a osobním údajům. AdBlock jako takový naši historii nemonitoruje a nepotřebuje přístup k našim osobním údajům, aby mohl správně fungovat.

## Kde je AdBlock k dispozici
Google Chrome
- Funguje zde automaticky, stačí kliknout na „Přidat do Chromu“.[2]

Apple Safari
- Dostupný na Mac App Store.[3]

Firefox
- Dostupný na Firefox Add-ons.[4]

Opera
- Dostupný na Opera Add-ons.[5]

Microsoft Edge
- Dostupný na Microsoft Edge Add-ons.[6]

## Programovací jazyk
AdBlock nemá pouze jeden programovací jazyk, ale klade důraz na konzistentnost a naléhá na jednotnost funkcí. Má uvedené konkrétní pokyny pro JavaScript, HTML/CSS, Python, Java, C++, Objective-C a Puppet.

## CatBlock
Později jako součástí AdBlocku vznikl takzvaný CatBlock, který místo reklam zobrazoval LOLcats (vtipné obrázky s kočkami). Od roku 2014 je CatBlock samostatný open-source software.

## Spolupráce s Amnesty International
12. března 2016 byly reklamy AdBlockem nahrazovány za články psané pro Amnesty. Tato podpůrná akce proti kybernetické cenzuře trvala pouze jeden den a setkala se jak s chválou, tak kritikou.